# Chi Du sam
Chi Du sam (danh pháp khoa học: Keteleeria) là một chi gồm ba loài cây lá kim trong Họ Thông có quan hệ họ hàng gần với các chi Nothotsuga và Pseudolarix. Nó được phân biệt với chi Nothotsuga bởi các nón lớn hơn nhiều, và với chi Pseudolarix bởi lá thường xanh và nón không phân hủy dễ dàng lúc trưởng thành. Cả ba chi chia sẻ một đặc trưng bất thường của nón đực là chúng được sinh ra thành các tán gồm vài nón đực từ một nụ duy nhất, và cũng trong khả năng của chúng, rất hiếm trong họ Thông, có thể mọc thành bụi từ một gốc.
Chi này được tìm thấy ở miền nam Trung Quốc (từ Thiểm Tây về phía nam tới Quảng Đông và Vân Nam), Đài Loan, Hải Nam, miền bắc Lào và Việt Nam.
Chúng là những cây thường xanh cao tới 35 m. Các lá phẳng, giống như kim, dài 1,5–7 cm và rộng 2–4 mm. Các nón mọc thẳng đứng, dài 6–22 cm, và thuần thục trong khoảng 6-8 tháng sau khi thụ phấn, kích thước nón và hình dạng vảy nón rất khác nhau ở cả ba loài.
Trong quá khứ sự biến động của nón đã dẫn tới sự miêu tả của một số loài bổ sung (lên tới 16 loài đã được đặt tên), nhưng phần lớn các tác giả hiện nay chỉ chấp nhận ba loài. Tên chi được đặt để vinh danh J. B. Keteleer (1813-1903), một người trông nom vườn ươm cây ở Pháp.